# And I Heard a Voice...
And I Heard a Voice... (en estonien : Ja ma kuulsin hääle...) est une œuvre pour chœur mixte a cappella écrite en 2017 par Arvo Pärt, compositeur estonien associé au mouvement de musique minimaliste.

## Historique
Composée en 2017 à la suite de la commande de l'université de Salamanque et du Centro nacional de difusión musical (CNDM) de Madrid à l'occasion des célébrations du 800e anniversaire de la fondation de l'université, le texte de la pièce est basé sur des paroles du Livre de la Révélation (L'Apocalypse, 14:13) de Jean de la Bible en estonien. Elle est dédiée à la mémoire de l'archevêque estonien Konrad Veem (et) (1914-1996), ami du compositeur. 
And I Heard a Voice... est créé dans la Chapelle du collège Fonseca de l'université de Salamanque le 18 février 2018 par l'ensemble danois Ars Nova Copenhagen sous la direction de Paul Hillier,,.

## Structure
Composée pour chœur mixte (SATB) et interprétée a cappella, l'œuvre s'attache aux paroles, traduites en estonien, du Livre de la Révélation : 

« Et j’entendis une voix venant du ciel, qui disait : " Écris : Heureux dès maintenant les morts qui meurent dans le Seigneur ! " — " Oui, dit l’Esprit, qu’ils se reposent de leurs travaux, car leurs œuvres les suivent. " »

— Jean, Apocalypse, 14:13.
L'exécution de And I Heard a Voice... dure environ cinq minutes.